# Lo Bosquet d'Òrb
Lo Bosquet d'Òrb (en francès Le Bousquet-d'Orb) és un municipi occità del Llenguadoc, situat a la regió d'Occitània, al departament de l'Erau.

## Demografia

Població 1962-2008